# Лиджия Дека
Лиджия Дека (на румънски: Ligia Deca) е румънска политичка от Националната либерална партия. От 3 октомври 2022 г. е министърка на образованието на Румъния.

## Биография
Родена е на 22 декември 1982 г. в град Кюстенджа, Социалистическа република Румъния. През 2001 г. завършва Национален колеж „Мирча Стари“ в родния си град. През 2002 г. получава сертификат по английски език, а през 2003 г. получава диплома за владеене на френски език от Alliance française. Завършва Кюстенджанския морски университет, където получава диплома по морско инженерство през 2006 г., а през 2008 г. получава магистърска степен по морски и пристанищен мениджмънт. След 2012 г. се занимава с докторски изследвания в областта на политическите науки, а през 2016 г. защитава докторска дисертация в тази област в Люксембургския университет. От 2018 до 2019 г. преминава следдокторантска програма в Националния университет за политически науки и публична администрация в Букурещ.
Тя става координатор на „Коалиция за чисти университети“, обединение на асоциации на учители, студенти и синдикати в борбата срещу корупцията в образователните институции в Румъния. Завършилите студенти от западните университети изиграват важна роля в това движение.
През 2005 г. получава сертификат за одитор по стандартите от серия ISO 9000:2000. Работи като консултант по разработването на системи за управление на качеството в различни институции (висши учебни заведения, държавни агенции и частни компании).
От 2005 до 2006 г. е генерален секретар на Националния алианс на студентските организации на Румъния, а от 2006 до 2007 г. е председател на алианса. Била е член на Комитета за равенство между половете на Европейския студентски съюз. От 2008 до 2010 г. е председател на Европейския студентски съвет. Като негов председател тя е главен координатор на Европейския студентски съвет е наблюдател в Болонската група (BFUG), Европейското пространство за висше образование на Съвета на Европа и ЮНЕСКО.
През 2008 г. става ръководител на проекти в Академичното общество на Румъния.
От 2010 до 2012 г. е ръководител на секретариата на Болонския процес, който координира организацията на Конференцията на министрите на образованието на страните, участващи в Болонския процес.
През 2010 г. и от 2012 до 2015 г. е експерт в държавната агенция за финансиране на научни изследвания UEFISCDI, подчинена на Министерството на образованието. През 2015 г. е експерт в държавната агенция ANPCDEFP.
От 2012 до 2013 г. е ръководител на проекти в Европейския регистър на агенциите за осигуряване на качеството (EQAR) През 2014 г. е член на експертната група по наука в образованието (SEEG), създадена от Европейската комисия.
От 17 октомври 2014 до 19 юни 2015 г. е асистент в Западния университет на Тимишоара.
През 2017 г. тя участва в изследователска група в Колежа за Нова Европа в Букурещ.
През 2015 г. тя става държавен съветник в администрацията на президента на Румъния. На 23 декември 2019 г. е назначена за съветник на президента по въпросите на образованието и науката в екипа на президента Клаус Йоханис, координира президентския проект „Образована Румъния“ (România Educată) и пакет от закони за образованието.
От 1 октомври 2019 до 20 февруари 2022 г. е асистент, а от 21 февруари 2022 г. е преподавател в катедрата по международни отношения и европейска интеграция в Националното училище за политически и административни науки (SNSPA) в Букурещ.
След оставката на министъра на образованието Сорин Чимпеану (от НЛП) е издигната от партията за този пост. На 3 октомври 2022 г. е назначена от президента Клаус Йоханис за министър на образованието на Румъния в правителството, ръководено от министър-председателя Николае Чука (от НЛП), а на 15 юни 2023 г. е назначена за министър на образованието в правителството, ръководено от министър-председателя Марчел Чолаку.